# Pałac w Paruszewie
Pałac w Paruszewie – zabytkowy pałac w miejscowości  Paruszewo, w gminie Strzałkowo w powiecie słupeckim.
Obiekt wybudowany w XIX w. z inicjatywy Waleriana Hulewicza, a następnie przebudowany (architekt – Stanisław Mieczkowski) w 1910 r. przez ówczesnych właścicieli – Janinę z Hulewiczów i Stanisława Błociszewskiego.

## Historia
Pałac został zbudowany na przełomie XIX i XX wieku przez Waleriana Hulewicza. W 1910 roku został przebudowany przez Janinę z Hulewiczów i Stanisława Błociszewskiego według projektu Stanisława Mieczkowskiego.  Dwukondygnacyjny obiekt został wykonany z cegły na planie litery "T". Od frontu znajduje się portyk z czterema kolumnami jońskimi zwieńczony trójkątnym frontonem  zawierającym herby właścicieli: Ostoja – Błociszewskich (po lewej) i Nowina – Hulewiczów (po prawej). Po zakończeniu II wojny światowej budynek został przejęty przez Skarb Państwa po czym utworzono w nim biuro gospodarstwa rolnego (PGR), mieszkania i stołówkę dla pracowników oraz przedszkole.
W XX w. pałac był dwukrotnie remontowany. W 1973 r. i w 1982 r. dokonano naprawy elewacji i tarasu, a piwnice zaadaptowano do utworzenia sali klubowej. 
W 2017 roku pałac odzyskali spadkobiercy ostatniego właściciela Witolda Hulewicza. Wystawiony na sprzedaż w 2020 roku, w  2021 roku został sprzedany  Lucjanowi Krakusowi i Beacie Broczkowskiej. Nowi właściciele uporządkowali budynek i teren. Zabezpieczyli budynek przed wilgocią, planują jego remont.  

Herb Ostoja
Herb Nowina

### Park
Wokół pałacu rozciąga się park o powierzchni 5 ha z pierwszej połowy XIX w., który został częściowo przekształcony na początku XX w. Z przepływającego strumienia utworzono kanał wodny, który zasilał staw znajdujący się w północno-zachodniej części parku.
Przez wiele lat założenia parkowe uległy zatarciu. Park porósł chwastami, obumarła część drzew, a staw uległ zanieczyszczeniu.
Jednak w latach 2006-2007 z inicjatywy Starosty Słupeckiego dokonano jego częściowej restauracji. Usunięto zniszczone rośliny, oczyszczono teren i wypielęgnowano nasadzenia.